# Глејд Спринг (Вирџинија)
Глејд Спринг (Вирџинија) (енгл. Glade Spring) град је у америчкој савезној држави Вирџинија. По попису становништва из 2010. у њему је живело 1.456 становника.

## Демографија
Према попису становништва из 2010. у граду је живело 1.456 становника, што је 82 (6,0%) становника више него 2000. године.
| Група             | 2000.         | 2010.         |
| Белци             | 1.268 (92,3%) | 1.355 (93,1%) |
| Афроамериканци    | 97 (7,1%)     | 70 (4,8%)     |
| Азијати           | 2 (0,1%)      | 1 (0,1%)      |
| Хиспаноамериканци | 1 (0,1%)      | 14 (1,0%)     |
| Укупно            | 1.374         | 1.456         |